# Karina Türr

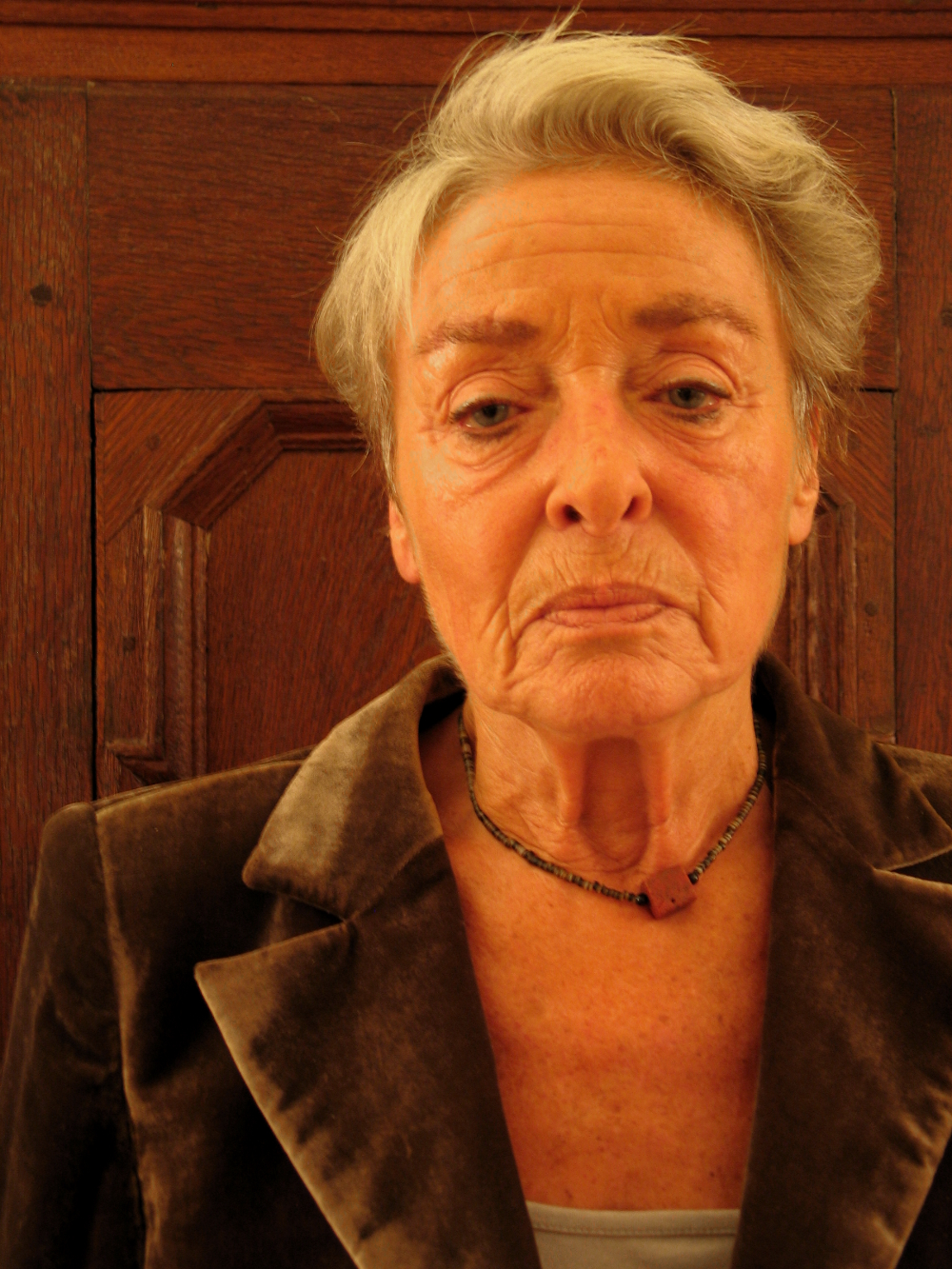
Karina Türr (2012)

Karina Türr (auch: Katja Marina Türr, Karina Türr-Menning oder Käthe Menning; * 28. Juli 1942 in Wuppertal-Elberfeld; † 21. November 2016 in Großburgwedel) war eine deutsche Kunsthistorikerin, Hochschullehrerin und Galeristin.

## Leben
Karina Türr studierte Klassische Archäologie, Kunstgeschichte und Geschichte an der Universität zu Köln und wurde dort 1968 im Fach Klassische Archäologie mit einer Dissertation über Eine Musengruppe hadrianischer Zeit. Die sogenannten Thespiaden promoviert. Von 1972 bis 1977 war sie als Assistentin im Fach Kunst an der Universität Duisburg tätig. Türr habilitierte sich 1977 an der Universität Köln in Kunstgeschichte zum Thema Zur Antikenrezeption in der französischen Skulptur des 19. und frühen 20. Jahrhunderts und war dort von 1977 bis 1986 tätig, zunächst als Dozentin für Kunstgeschichte, dann als außerplanmäßige Professorin ab 1983. Sie lehrte auch als Dozentin im Fach Kunst an der Universität-Gesamthochschule Duisburg. 1986 wurde sie als außerordentliche Professorin für Kunstgeschichte, insbesondere Neueste Kunstgeschichte, an die Universität Erlangen berufen. Ihre Forschungsschwerpunkt waren Antikenrezeption, Malerei und Skulptur des 19. und 20. Jahrhunderts sowie neue Kunstgattungen im 20. Jahrhundert.
Türr starb 2016 im Alter von 74 Jahren.

### Skulpturenforum Isernhagen
In ihrem Ruhestand baute sie ihr Elternhaus in Isernhagen zur Galerie Skulpturenforum Isernhagen aus. Dort präsentierte sie etwa Skulpturen des Berliner Künstler- und Professoren-Ehepaares Christa Biederbick und Karlheinz Biederbick, aber auch jüngere Künstler.
Im parkähnlichen Garten finden Besucher der Galerie Werke beispielsweise der hannoverschen Bildhauerin Ulrike Enders, Holzskulpturen von Peter Nettesheim oder Arbeiten von Birgid Helmy.
Zur Finissage unter dem Titel „Die 68er wurden 70“ bot Katarina Türr Besuchern ihrer Galerie darüber hinaus auch Arbeiten von Inge Therese Dietrich, Ludmilla Seefried-Matejkova, Eva Maria Lankes oder Guido Messer dar.
Sie verbreitete auch eine großformatige Einladung zu Conversazione in Giardino – Gespräche im Garten, die jeweils am 17. eines jeden Monats ab 17.00 Uhr in ihrer Galerie stattfanden und Vorträge „und Diskussionen über Kunst und Kunstgeschichte“ anboten.

## Schriften
- mit Helge Bathelt: Skulpturen aus 40 Jahren / Guido Messer. Hrsg.: Stadt Herrenberg. Herrenberg 2008, ISBN 978-3-929419-55-9.
- Marcel Duchamps „Fountain“. In: Karl Möseneder (Hrsg.): Streit um Bilder. Von Byzanz bis Duchamp. Reimer, Berlin 1997, ISBN 3-496-01169-6, S. 221–235.
- Farbe und Naturalismus in der Skulptur des 19. und 20. Jahrhunderts. von Zabern, Mainz 1994, ISBN 3-8053-1443-4.
- Op-art. Stil, Ornament oder Experiment? (= Gebr. Mann Studio-Reihe). Gebr. Mann, Berlin 1986, ISBN 3-7861-1435-8.
- Fälschungen antiker Plastik seit 1800. Gebr. Mann, Berlin 1984, ISBN 3-7861-1163-4.
- mit Wilhelm Johann Menning (Hrsg.): Schriften. Fragmente zur Kunsttheorie des frühen 20. Jahrhunderts (= Gebrüder-Mann-Studio-Reihe). Mann, Berlin 1981, ISBN 3-7861-1240-1.
- Zur Antikenrezeption in der französischen Skulptur des 19. und frühen 20. Jahrhunderts. Habilitationsschrift, Universität Köln 1977. Gebr. Mann, Berlin 1979, ISBN 3-7861-1199-5.
- Eine Musengruppe hadrianischer Zeit. Die sogenannten Thespiaden. Dissertation, Universität Köln. Gebr. Mann, Berlin 1971, ISBN 3-7861-2139-7.